# Нормальная матрица
Нормальная матрица — комплексная квадратная матрица {\displaystyle A}, коммутирующая со своей эрмитово-сопряжённой матрицей:
{\displaystyle A^{*}A=AA^{*}}.
Для вещественной матрицы {\displaystyle A} имеет место {\displaystyle A^{*}=A^{T}}, и поэтому она нормальна, если {\displaystyle A^{T}A=AA^{T}}.
Нормальность является удобным тестом приводимости к диагональной форме — матрица нормальна тогда и только тогда, когда она унитарно подобна диагональной матрице, а потому любая матрица {\displaystyle A}, удовлетворяющая уравнению {\displaystyle A^{*}A=AA^{*}}, допускает приведение к диагональной форме. (Две матрицы {\displaystyle A} и {\displaystyle B} называются унитарно подобными, если существует унитарная матрица {\displaystyle S}, для которой {\displaystyle A=S^{-1}BS}.)
Понятие нормальной матрицы можно распространить на нормальные операторы в бесконечномерных гильбертовых пространствах и нормальные элементы в C*-алгебрах.
Среди комплексных матриц все унитарные, эрмитовы и косоэрмитовы матрицы нормальны. Среди вещественных матриц все ортогональные, симметричные и кососимметричные матрицы нормальны. Однако неверно, что все нормальные матрицы либо унитарны, либо эрмитовы, либо косоэрмитовы. Например:
{\displaystyle A={\begin{pmatrix}1&1&0\\0&1&1\\1&0&1\end{pmatrix}}}
не является ни унитарной, ни эрмитовой, ни косоэрмитовой, хотя и нормальна, поскольку:
{\displaystyle AA^{*}={\begin{pmatrix}2&1&1\\1&2&1\\1&1&2\end{pmatrix}}=A^{*}A}.

## Эквивалентные определения
Существует большой набор эквивалентных определений нормальной матрицы, в частности, следующие высказывания эквивалентны:
- {\displaystyle A} нормальна;
- {\displaystyle A} является приводимой к диагональной форме[англ.] с помощью унитарной матрицы;
- все точки пространства можно получить как линейные комбинации некоторого набора ортонормальных собственных векторов матрицы {\displaystyle A};
- {\displaystyle \left\|Ax\right\|=\left\|A^{*}x\right\|} для любого {\displaystyle x}.
- норму Фробениуса матрицы {\displaystyle A} можно вычислить по собственным значениям матрицы {\displaystyle A}: {\displaystyle \operatorname {tr} (A^{*}A)=\sum \nolimits _{j}|\lambda _{j}|^{2}};
- эрмитова часть {\displaystyle (A+A^{*})/2} и косоэрмитова часть {\displaystyle (A-A^{*})/2} матрицы {\displaystyle A} коммутируют;
- {\displaystyle A^{*}} является многочленом (степени менее {\displaystyle n} — размера матрицы) от {\displaystyle A}[1];
- {\displaystyle A^{*}=AU} для некоторой унитарной матрицы {\displaystyle U}[2].
- {\displaystyle U} и {\displaystyle P} коммутируют, где {\displaystyle U} и {\displaystyle P} представляют полярное разложение {\displaystyle A=UP} на унитарную матрицу {\displaystyle U} и некую положительно определённую матрицу {\displaystyle P};
- {\displaystyle A} коммутирует с некоторой нормальной матрицей {\displaystyle N}, имеющей различные собственные значения;
- {\displaystyle \sigma _{i}=\left|\lambda _{i}\right|} для всех {\displaystyle 1\leqslant i\leqslant n}, где {\displaystyle A} имеет сингулярные числа {\displaystyle \sigma _{1}\geqslant \dots \geqslant \sigma _{n}} и собственные значения {\displaystyle \left|\lambda _{1}\right|\geqslant \dots \geqslant \left|\lambda _{n}\right|}[3]
- операторная норма нормальной матрицы {\displaystyle A} равна числовому[англ.] и спектральному радиусу матрицы {\displaystyle A}; это означает:
{\displaystyle \sup _{\|x\|=1}\|Ax\|=\sup _{\|x\|=1}|\langle Ax,x\rangle |=\max\{|\lambda |:\lambda \in \sigma (A)\}}.

Многие из этих определений можно обобщить до нормальных операторов в бесконечномерных гильбертовых пространствах, но не все, например, ограниченный оператор, удовлетворяющий условию коммутируемости компонент полярного разложения, является в общем случае лишь квазинормальным.

## Свойства
Нормальная треугольная матрица диагональна.
В общем случае сумма или произведение двух нормальных матриц не обязательно будет нормальной матрицей; однако если {\displaystyle A} и {\displaystyle B} нормальны и выполнено {\displaystyle AB=BA}, то и {\displaystyle AB}, и {\displaystyle A+B} также нормальны. Более того, существует унитарная матрица {\displaystyle U}, такая, что {\displaystyle UAU^{*}} и {\displaystyle UBU^{*}} диагональны. Другими словами, {\displaystyle A} и {\displaystyle B} совместно приводимы к диагональной форме.
В этом частном случае столбцы матрицы {\displaystyle U^{*}} являются собственными векторами, как {\displaystyle A}, так и {\displaystyle B}, и образуют ортонормальный базис в {\displaystyle \mathbb {C} ^{n}}. Утверждение следует из теорем, что над алгебраически замкнутым полем коммутирующие матрицы совместно приводимы к треугольному виду и что нормальная матрица приводима к диагональной, в последнем случае с дополнением, что это можно сделать одновременно.

## Связь со спектральной теоремой
Понятие нормальности важно, поскольку нормальные матрицы — это в точности те, которых касается спектральная теорема: матрица {\displaystyle A} нормальна тогда и только тогда, когда существует диагональная матрица {\displaystyle \Lambda } и унитарная матрица {\displaystyle U}, такие что {\displaystyle A=U\Lambda U^{*}}. Диагональные элементы матрицы {\displaystyle \Lambda } являются собственными числами, а столбцы {\displaystyle U} — собственными векторами матрицы {\displaystyle A}. (Собственные значения в {\displaystyle \Lambda } идут в том же порядке, что и соответствующие им собственные вектора в {\displaystyle U}).
Другим способом высказать утверждение спектральной теоремы является утверждение, что нормальные матрицы — это в точности те матрицы, которые можно представить в виде диагональной матрицы путём выбора подходящего ортонормального базиса пространства {\displaystyle \mathbb {C} ^{n}}. Также можно утверждать, что матрица нормальна тогда и только тогда, когда её собственное пространство совпадает с {\displaystyle \mathbb {C} ^{n}} и собственные вектора ортогональны по стандартному скалярному произведению в {\displaystyle \mathbb {C} ^{n}}.
Спектральная теорема для нормальных матриц является специальным случаем более общего разложения Шура, которое выполняется для всех квадратных матриц. Пусть {\displaystyle A} — квадратная матрица. Тогда, согласно разложению Шура, она унитарно подобна верхней треугольной матрице, скажем, {\displaystyle B}. Если {\displaystyle A} нормальна, то и {\displaystyle B} нормальна тоже. Но тогда {\displaystyle B} должна быть диагональной по причине, изложенной выше.
Спектральная теорема позволяет классифицировать нормальные матрицы в терминах спектра, например:
- нормальная матрица унитарна тогда и только тогда, когда её спектр лежит на единичном круге комплексной плоскости;
- нормальная матрица является самосопряжённой тогда и только тогда, когда её спектр содержится в {\displaystyle \mathbb {R} }.

## Аналогии
Можно рассматривать связи различных видов нормальных матриц как аналоги различных видов комплексных чисел:
- обратимые матрицы являются аналогом ненулевых комплексных чисел;
- эрмитово-сопряжённая матрица является аналогом сопряжённого числа;
- унитарные матрицы является аналогом комплексных чисел с абсолютной величиной {\displaystyle 1};
- эрмитовы матрицы являются аналогами вещественных чисел;
- эрмитовы положительно определённые матрицы являются аналогами положительных вещественных чисел;
- антиэрмитовы матрицы являются аналогами чисто мнимых чисел.

Можно комплексные числа вложить в нормальные вещественные матрицы размера {\displaystyle 2\times 2} путём отображения
{\displaystyle a+bi\mapsto {\begin{pmatrix}a&b\\-b&a\end{pmatrix}}},
и при этом вложении сохраняются сложение и умножение и все соответствующие аналогии между видами нормальных матриц и видами комплексных чисел.